# Болнице шкотских жена - „Транспортна јединица”
Болнице шкотских жена - „Транспортна јединица” (енгл. Scottish Women`s Hospitals Motor Ambulance Column) била је посебно организована и моторним возилима опремљена јединица од 18 чланова, која је одиграла значајну улогу у санитетској евакуацији рањеника током битака на солунском фронту а касније и у завршним операцијама за ослобађања Србије у Првом светском рату.

## Значај оснивања Болница шкотских жена на солунском фронту
Савезници су на југу Балканског полуострва 1916. организовали Солунски фронт. Рат је морао да се приведе крају, борбе су тек предстојале.Трећину снага на Солунском фронту чинили су излечени, опорављени, нахрањени, одевени и наоружани српски војници. Српски војни санитет, који је претрпео огромне губитке у току прве две године ратовања и епидемије пегавца, такође је реорганизован. У помоћ су стигле, поново и биле прве, шкотске жене са три болнице и транспортном јединицом. Дошле су и санитетске мисије из других делова Комонвелта: из Аустралије, Новог Зеланда, Канаде. Стигло је укупно 60 жена, почев од болничарки и возача санитетских возила до лекара и хирурга. Биле су то одлично опремљене и возилима снабдевене транспортне јединице почев од болничарки и возача санитетских возила до лекара и хирурга, које су еузеле евакуацију рањеника из Горничевске битке и са Кајмакчалана.

## Значај и задаци транспортне јединице шкотских жена
Одред моторних санитетских возила Болница шкотских жена или „транспортна јединица”, како су је звали, основана је у Великој Британији као посебна јединица од 18 чланова, која је бродом у Солун допутовала у лето 1916. године.
На падинама Кајмакчалана
У време битке за Кајмакчалан, ова јединица је даноноћно превозила рањенике са фронта. „Транспортном колоном“, која је превозила рањенике са Кајмакчалана у болницу, руководила је Мери Бредфорд из Бризбејна. Међу особљем је била и Стела Мајклс Френклин, чувена аустралијска књижевница. Када су почеле борбе на Горничеву и Кајмакчалану, највећи проблем српског војног санитета било је његово све веће заостајање, јер није могао да прати фуриозни повратак српске војске у домовину. У таквим условима Одред моторних санитетских возила Болнице шкотских жена одиграо је значајну улогу, као спона између пуковсих и дивизијских и армијских болница у позадини фронта.
„Транспортна колона“ рањенике је допреманала директно са Кајмакчалана, а превоз су обављале својим фордовима девојке „транспортне јединице“ из састава Болнице шкотских жена: Евелина Хаверфилд, Рут
Плимсол, Гледис Џенсен, Џералдин Хеџес, Кетрин Мари Харли, Мери Џозефин Бедфорд, Елси Комерен Корбет, Олив Кинг. Оне су право са Кајмакчалана...
| „ | ...а то је значило да су допремани из примитивних превијалишта, где су били штићени крововима од грања – и чекали на превоз – јодирани, превијени, са постављеним удлагама – све док амбуланте не би дошле до њих... Неки су остајали, нису преживели и само малени дрвени крстови говорили су о њима... Амбуланте су се кретале горе-доле, обично у конвоју. Обично је довожено 10-15 рањеника у исто време, до болнице где су били премештани на наша бела носила са белим прекривачима и потом преношени у шатор за пријем. | ” |

База Јелак

У том циљу у јануару 1917. године јединица је била пребачена у нову базу Јелак, непосредно испод Кајмакчалана. Јединица је тегодине ојачана новим транспортним средствима, 
| „ | ...од прикупљених прихода са конференција Српског болничког фонда, одржаних у Филаделфији, Буфалу, Сан Франциску, Њу Хејвену, Њу Бедфорду, Спрингфилду, Кембриџу и Стокбриџу, купљени су аутомобили. Сваки пристигли аутомобил носио је назив државе из које је послат. Србија је тако добила 14 аутомобила. | ” |

У току годину дана, колико су били у бази Јелак, ова „транспортна јединица” превезла је 8.477 рањеника.

## На победоносном путу од солунског фронта до Београда и Новог Сада
Након пробоја Солунског фронта транспортна јединица је пратила савезничку војску и на том мукотрпном путу прошла кроз Прилеп, Велес, Куманово, Врање, Ниша и Београда, све до Новог Сада.
А све је почело октобра 1918. године, по наређењу начелника санитета српске војске пуковника др Ђоке Владисављевића, који је овој јединици наредио да ће морати, као и у време битке за Кајмакчалан, поднети највећи терет у прихватању рањеника у Србији. Она је била једина од свих болница жена Шкотске која је пратила српску војску у њеном победоносном наступању приликом ослобођења земље, и једина која је на тлу Србије радила у миру, јер је по завршетку ратних операција, била тамо где је Србији и њеном народу медицинска помоћ била најпотребнија.

## Додела признања и демобилизација јединице
Сви чланови јединице почетком 1919. године били одликовани а потом демобилисани. Највећи део њених припадника се вратио у своје матичне државе, док су поједини чланови наставили да се баве хуманитарним активностима у Србији. Оснивали су болнице и сиротишта, бринули се о деци и инвалидима, остављали задужбине у новцу и опреми, школовали ђаке, стипендирали жене лекаре.
Затечена средства предата су новооснованом Меморијалном фонду Елси Иглиас (Elsie Inglis Memorial Fund), којем су више година касније стизале бројне донације из целог света. Средства из овог фонда у Србији су послужила за изградњу болница и института (Спомен болница за жене на Дедињу, Лабораторија на Институт за физиологију у Београду итд).